# HP (thuật ngữ trò chơi)

Một thanh HP biểu thị tình trạng sức khỏe của một nhân vật.

Health point hoặc hit point, HP, máu là một thuộc tính trong trò chơi nhập vai trên bàn và video game xác định mức sát thương tối đa mà một nhân vật hoặc vật thể có thể nhận. Nếu lượng health point cạn kiệt, nhân vật sẽ chết hoặc bất tỉnh. Một nhân vật như vậy có thể là nhân vật người chơi, một quái thường hoặc một quái trùm. health point cũng có thể được quy cho các yếu tố phá hủy của môi trường trò chơi hoặc các vật thể vô tri vô giác như xe cộ và các bộ phận riêng lẻ của chúng. Trong trò chơi điện tử, health point thường được biểu thị bằng các yếu tố hình ảnh như phân số, thanh sức khỏe hoặc một loạt các biểu tượng nhỏ, mặc dù nó cũng có thể được biểu thị bằng âm thanh, chẳng hạn như thông qua nhịp tim của nhân vật.

## Lịch sử
Thuật ngữ "health point" lần đầu tiên được đặt ra bởi Dave Arneson, người đồng sáng tạo của Dungeons & Dragons. Trong lúc phát triển Dungeons & Dragons với Gary Gygax dựa trên trò chơi sau này là Chainmail, Arneson nhận thấy rằng việc quản lý các đội nhỏ thú vị hơn là một đội quân lớn. Điều này cũng cho phép họ thực hiện vai trò của từng thành viên trong đội. Tuy nhiên, cách tiếp cận này có một nhược điểm: theo quy tắc của Chainmail, người chơi tung xúc xắc trong mỗi trận chiến, và tùy thuộc vào số lượng được tung, nhân vật sẽ giết được kẻ thù hoặc bị giết. Bởi vì người chơi không muốn mất đi những nhân vật mà họ đã quen thuộc, Arneson đã tạo ra một hệ thống "health point" dựa trên cơ chế tương tự đã được sử dụng trước đây trong Don't Give Up the Ship và Ironclads. Theo hệ thống này, mỗi nhân vật có một số health point nhất định, số health point này sẽ giảm dần theo mỗi đòn đánh của họ. Điều này cho phép nhân vật sống sót sau một số đòn tấn công từ kẻ thù.
Một số trò chơi máy tính đầu tiên sử dụng điểm health point là Rogue (1980), trong đó sức khỏe được biểu thị bằng một phần nhỏ, và Dungeons of Daggorath (1982), bao gồm nhịp tim nghe được ảnh hưởng bởi tình trạng của nhân vật người chơi. Một trong những trò chơi đầu tiên sử dụng chỉ báo đồ họa cho điểm health point là tựa trò chơi arcade năm 1983 của Nintendo Punch-Out!!. Trò chơi bao gồm thang đo "sức chịu đựng" bổ sung mỗi khi người chơi tấn công đối thủ thành công và giảm dần nếu người chơi không né được đòn của đối thủ. Nếu thang đo cạn kiệt hoàn toàn, nhân vật người chơi sẽ bất tỉnh. Tựa trò chơi Dragon Buster năm 1984 của Namco được coi là trò chơi đầu tiên phổ biến việc sử dụng thanh sức khỏe. Trước khi giới thiệu health point, trò chơi điện tử sử dụng một hệ thống sinh mệnh, trong đó người chơi chỉ có thể chịu sát thương một lần, nhưng có thể tiếp tục trò chơi với cái giá là mạng sống. Sự ra đời của cơ chế sức khỏe cho phép người chơi có quyền mắc sai lầm và cho phép các nhà phát triển trò chơi tác động đến độ khó của trò chơi bằng cách điều chỉnh thiệt hại mà nhân vật kẻ thù gây ra.

## Cơ chế
Trong trò chơi điện tử, cũng như trong trò chơi nhập vai trên bàn, một đối tượng thường bị mất health point do bị tấn công. Điểm bảo vệ hoặc áo giáp giúp họ giảm sát thương nhận vào. Các nhân vật hoạt động như xe tăng thường có nhiều máu và giáp hơn. Trong nhiều trò chơi, đặc biệt là trò chơi điện tử nhập vai, người chơi bắt đầu với một lượng nhỏ sức khỏe và điểm phòng thủ, nhưng có thể tăng chúng bằng cách đạt được lượng điểm kinh nghiệm cần thiết và nâng cao cấp độ của nhân vật.
Trong thiết kế trò chơi, điều quan trọng là phải thể hiện rõ ràng rằng nhân vật của người chơi (hoặc đối tượng khác mà họ điều khiển) đang bị mất health point. Trong cuốn sách Level Up!: The Guide to Great Video Game Design, nhà thiết kế trò chơi Scott Rogers đã viết rằng "sức khỏe sẽ suy kiệt một cách hiển nhiên, bởi vì với mỗi cú đánh, người chơi gần như mất mạng". Để làm ví dụ về việc hình dung sự mất mát về sức khỏe, Rogers trích dẫn Arthur của Ghosts 'n Goblins, người mất một mảnh áo giáp sau mỗi cú đánh liên tục, cũng như những chiếc xe trong loạt Grand Theft Auto, trong đó khói bắt đầu bốc ra từ mui xe sau vụ xe bị thiệt hại đáng kể.
Việc sử dụng health point giúp đơn giản hóa quá trình phát triển trò chơi (vì nhà phát triển không cần tạo ra các hệ thống sát thương phức tạp), cho phép máy tính đơn giản hóa các phép tính liên quan đến trò chơi và giúp người chơi hiểu trò chơi dễ dàng hơn. Tuy nhiên, các hệ thống sát thương thực tế và phức tạp hơn được sử dụng trong một số trò chơi. Trong Pháo đài người lùn, thay vì health point, người lùn có các bộ phận cơ thể riêng biệt, mỗi bộ phận đều có thể bị tổn thương. Các trò chơi Fallout sử dụng health point, nhưng cho phép nhân vật gây sát thương lên các bộ phận khác nhau của cơ thể kẻ thù, điều này ảnh hưởng đến lối chơi. Ví dụ, nếu một chân bị thương, nhân vật có thể bị gãy xương, điều này sẽ làm giảm tốc độ di chuyển của họ, và nếu cánh tay của họ bị thương, nhân vật có thể đánh rơi vũ khí. health point cũng có thể đóng vai trò như một yếu tố cốt truyện. Trong Assassin's Creed, nếu nhân vật chính nhận quá nhiều sát thương, trò chơi sẽ kết thúc và đưa người chơi trở lại điểm dừng chân gần nhất.
Trong một số trò chơi như The Legend of Zelda và Monster Hunter, chỉ có health point của người chơi mới được hiển thị. Điều này được thực hiện để người chơi không biết bao nhiêu đòn vẫn phải được tung ra, điều này làm cho trò chơi ít dự đoán hơn. Ngược lại, các trò chơi khác như series Street Fighter có hiển thị rõ ràng cả điểm máu của người chơi và đối thủ, điều này cho phép người chơi hiểu được chiến lược chiến đấu của họ thành công như thế nào và cần phải giáng bao nhiêu đòn còn lại vào kẻ thù.

### Sự hồi phục
Người chơi thường có thể khôi phục health point của nhân vật bằng cách sử dụng các vật phẩm khác nhau như thuốc, thức ăn hoặc bộ sơ cứu. Trong trò chơi điện tử nhập vai, người chơi cũng có thể phục hồi sức khỏe cho nhân vật bằng cách đến gặp bác sĩ hoặc nghỉ ngơi tại quán trọ. Một số trò chơi kết hợp một cơ chế được gọi là "life steal" hoặc "life leech", cho phép nhân vật phục hồi sức khỏe bằng cách hút máu từ kẻ thù. Các phương pháp bổ sung điểm máu khác nhau và phụ thuộc vào thể loại trò chơi. Trong các trò chơi hành động năng động hơn, điều quan trọng là phải nhanh chóng phục hồi sức khỏe của nhân vật, trong khi các trò chơi nhập vai có các phương pháp phục hồi sức khỏe nhịp độ chậm hơn để đạt được sự chân thực.
Một số trò chơi kết hợp hệ thống hồi phục sức khỏe tự động bổ sung điểm máu nếu nhân vật không bị sát thương. Điều này làm cho trò chơi dễ chơi hơn bằng cách cho người chơi cơ hội để phục hồi sức khỏe cho nhân vật sau một trận chiến khó khăn. Tuy nhiên, hệ thống này có thể làm cho trò chơi trở nên quá dễ dàng, cho phép người chơi chạy qua các phần nguy hiểm của trò chơi một cách an toàn mà không để lại hậu quả. Các trò chơi đầu tiên sử dụng cơ chế hồi phục là Hydlide (1984) và series Ys, trong đó health point của nhân vật được phục hồi khi nhân vật không di chuyển. Halo: Combat Evolved (2001) được cho là đã phổ biến việc sử dụng khả năng tái sinh trong các trò chơi bắn súng góc nhìn thứ nhất. Tuy nhiên, theo Jeff Dunn của GamesRadar+, khả năng hồi phục ở dạng hiện tại đã được giới thiệu trong The Getaway (2002), vì Halo: Combat Evolved chỉ sử dụng khả năng tái tạo khiên.

## Sự biểu diễn

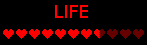
Một chỉ báo health point dựa trên hình trái tim được sử dụng trong The Legend of Zelda

Chỉ số health point có thể được biểu diễn theo nhiều cách khác nhau. Các dạng cơ bản nhất là phân số và thanh sức khỏe, cũng như các biểu tượng khác nhau như trái tim hoặc lá chắn. Chỉ số có thể được kết hợp với các yếu tố khác của giao diện trò chơi. Doom sử dụng chân dung nhân vật nằm ở cuối màn hình như một chỉ báo. Nếu anh hùng bị sát thương, khuôn mặt anh ta sẽ bị dính đầy máu. Chỉ báo health point cũng có thể là một phần của nhân vật. Trong Dead Space, nó nằm trên trang phục của nhân vật chính. Trong Trespasser, nó được thể hiện như một hình xăm trên ngực của nhân vật chính. Tình trạng của nhân vật có thể được truyền tải qua âm thanh. Trong Dungeons of Daggorath, tần số nhịp tim nghe được của nhân vật người chơi phụ thuộc vào mức độ sát thương đã nhận. Silent Hill sử dụng một hệ thống tương tự, nhưng truyền nhịp tim qua rung từ bộ điều khiển DualShock.
Chỉ số health point của nhân vật người chơi thường chiếm một vị trí quan trọng trong màn hình hiển thị cảnh báo của trò chơi. Trong The Legend of Zelda, nó chiếm một phần ba toàn bộ màn hình. Tuy nhiên, một số trò chơi không có chỉ báo như vậy. Trong dòng trò chơi Super Mario, nhân vật của người chơi ban đầu chỉ có một health point, và ngoại hình của nhân vật được dùng để biểu thị lượng health point; nếu nhân vật thu thập được Siêu Nấm, họ sẽ tăng kích thước và nhận thêm một health point. Trong một số trò chơi bắn súng góc nhìn thứ nhất, chẳng hạn như Call of Duty hoặc Halo, giá trị số health point của nhân vật sẽ bị ẩn với người chơi. Tuy nhiên, khi nhân vật của người chơi nhận một lượng sát thương lớn, màn hình trò chơi (hoặc một phần của màn hình gây sát thương) được sơn màu đỏ, thường bao gồm những giọt máu, mô phỏng hiệu ứng của chấn thương trong đời thực. Khi sức khỏe được phục hồi, những ảnh hưởng này dần biến mất.